# Habenaria pringlei
Habenaria pringlei är en orkidéart som beskrevs av Benjamin Lincoln Robinson. Habenaria pringlei ingår i släktet Habenaria och familjen orkidéer. Inga underarter finns listade i Catalogue of Life.